# Livingstonita
La livingstonita es un mineral de la clase de los minerales sulfuros. Fue descubierta en 1874 en el municipio de Huitzuco de los Figueroa, en el estado de Guerrero (México), siendo nombrada en honor de David Livingstone, escocés explorador de África y misionero.

## Características químicas
Químicamente es un complejo sulfuro antimoniuro de mercurio, 

## Formación y yacimientos
Se forma rellenando vetas hidrotermales de baja temperatura.
Suele encontrarse asociado a otros minerales como: azufre nativo, estibina, yeso o cinabrio.